# ルキウス・ウェトゥリウス・ピロ (紀元前220年の執政官)
ルキウス・ウェトゥリウス・ピロ（ラテン語: Lucius Veturius Philo、- 紀元前210年）は紀元前3世紀後期の共和政ローマの政治家・軍人。紀元前220年に執政官（コンスル）、紀元前217年に独裁官（ディクタトル）、紀元前210年には監察官（ケンソル）を務めた。

## 出自
ピロはパトリキ（貴族）系ウェトゥリウス氏族の出身。父のプラエノーメン（第一名、個人名）はルキウス、祖父はポストミウスである。紀元前206年の執政官ルキウス・ウェトゥリウス・ピロは息子であるが、氏族としては最後の執政官となった。

## 経歴
紀元前220年、ピロは執政官に就任。同僚執政官はガイウス・ルタティウス・カトゥルスであった。カピトリヌスのファスティの紀元前 221年 - 紀元前219年の分は欠落しているが、354年のローマ歴（Chronographus anni 354）では、この年の正規執政官はマルクス・ウァレリウス・ラエウィヌスとクィントゥス・ムキウス・スカエウォラであったとする。しかし、両者は比較的は早く辞任せざるを得なかったと推測される。両者共にクラウディウス氏族の一派に属しており、対立するアエミリウス氏族とコルネリウス・スキピオ家との政治抗争に巻き込まれたものと思われる。
執政官に就任したピロとカトゥルスは、ガリア・キサルピナ（アルプスの南側のガリア）に進軍しその土地の多くのガリア部族を大きな困難なく征服した。しかし、この遠征に関する詳細は不明である。
紀元前217年、第二次ポエニ戦争中で両執政官共に出征しており、ピロは選挙実施のための独裁官に任命された。ピロは騎兵長官（マギステル・エクィトゥム）にマルクス・ポンポニウス・マトを指名した。
紀元前210年には監察官に就任。同僚監察官はプブリウス・リキニウス・クラッスス・ディウェスであった。しかしピロはまもなく死去。監察官としての業務を実施する時間も無く、慣例に従ってディウェスも辞任した。
ティトゥス・リウィウスによると、ピロとディウェスは、戦利品に関する不正で有罪となっていた元執政官マルクス・リウィウス・サリナトルを元老院に復帰させるよう活動したとされる。

## 参考資料
- ヨハナス・ゾナラス『年代記』
- ティトゥス・リウィウス『ローマ建国史』
- Broughton R. "Magistrates of the Roman Republic" - New York, 1951. - Vol. I. - P. 600.
- Johnson, Paula, "Fabius, Marcellus and Otacilius: The Alliance That Never Was",
- Dorey, TA, "The Treaty With Saguntum"